# Am Nullpunkt der Literatur
Am Nullpunkt der Literatur (Le Degré zéro de l’écriture) ist ein literaturtheoretisches Werk des französischen Poststrukturalisten und Semiotikers Roland Barthes aus dem Jahr 1953. Zuletzt erschien es 2006 in einem Sammelband zusammen mit den  Aufsätzen Literatur oder Geschichte und Kritik und Wahrheit im Suhrkamp Verlag.

## Inhalt

### Einordnung
Barthes’ Arbeit gilt als Antwort auf Sartres Essay Was ist Literatur?. Darin unterscheidet Sartre qualitativ zwischen auf der einen Seite engagierter, nicht selbstbezogener, erzählender Literatur und andererseits einer Poesie, der allein Auseinandersetzung mit Form und Sprache vorbehalten sein sollte. Barthes macht in seiner Antwort jedoch deutlich, dass diese Einteilung von der gesamten modernen Literatur Lügen gestraft wird und die Form unvermeidbar engagiert ist.

### Sprache, Stil, Schreibweise
Um dies zu erläutern, fügt er den allgemein anerkannten schriftstellerischen Handwerkszeugen Sprache und Stil noch die Schreibweise hinzu. Der Sprache als „soziales Objekt“ kann sich der Schriftsteller nicht entziehen, sie umgibt ihn in seiner Epoche, „sie ist weniger ein Materialvorrat als vielmehr ein […] Bereich einer Struktur.“ Der persönliche Stil eines Autors steht ebenfalls außerhalb dessen Freiheit und Verantwortung: er ergibt sich aus seinen Erfahrungen, Eindrücken, Erlebnissen, kurz: aus seiner Biographie, die mit ihm seinen Stil prägt. In beiden Fällen gilt: der Schriftsteller hat keine Wahl, denn die Sprache ist universell sozial, der Stil verbindet ihn ‚biologisch‘ mit dieser sozialen Struktur.

### Die Sprache
Die Sprache erhält hier für den zeitgenössischen Autor den scheinbar starren, synchronen Zustand, wie ihn der einzelne auch bei Saussure erfährt. Der Stil verweist auf den Autor, ist geprägt aus seinem Wortschatz, seinen Bildern und seiner Vortragsweise. Beides gehört zu den „Automatismen seiner Kunst, […] er ist der private Teil seiner Kunst, er steigt aus auf der mythischen Tiefe des Schriftstellers und entfaltet sich außerhalb seiner Verantwortlichkeit.“ Saussure hatte diesen Idiolekt aus seinen ‚Grundfragen‘ ausgeklammert, ging es ihm doch darum, gerade den sozialen Charakter der Sprache zu veranschaulichen.

### Die Schreibweise
Barthes’ drittes Element, die Schreibweise, gewährt und bestimmt die Freiheit des Schriftstellers innerhalb der Sprache. Er ist nach dem Untergang der universellen, klassischen Schreibweise gezwungen, zu wählen, gezwungen, durch die Wahl eines Teilbereichs innerhalb der Ausdrucksmöglichkeiten eine Haltung einzunehmen, sich zu engagieren. Sprache und Stil sind „natürlich“ (im biologischen Sinn), Schreibweise ist „geschichtlich“: Barthes schreibt: „Sie bedeutet die Beziehung zwischen dem Geschaffenen und der Gesellschaft“ als „Moral der Form“ Hier beginnt für Barthes erst die Wahl, die letztlich Literatur ausmacht: Die Form bedeutet jenseits allen Inhalts, den sie trägt, Engagement und Literarizität. Da Schreibweisen nicht einem Fundus entnommen werden können, sondern in der Geschichte der Menschen als innere Grenzziehungen innerhalb des Sprachraums entwickelt werden, stellt ihre Wahl eine „historische Solidarität“ dar.

### Die Rede
Barthes stellt der Schreibweise die Rede als eine Linie gegenüber, die „eine Folge leerer Zeichen ist, deren Ablauf allein Bedeutung zukommt“. Die Schreibweise bezeichnet er als „introvertiert und symbolhaft“ und richtet sich gegen Sartre, wenn er die intellektuelle Schreibweisen mit den Worten umreißt: „Während eine ideale freie Ausdrucksform niemals meine Person, meine eigene Vergangenheit und meine Freiheit erkennen ließe, ist die Schreibweise, der ich mich anvertraue, bereits ganz Institution, […] sie gibt mir Geschichte, […] sie engagiert mich, ohne daß ich es zu sagen brauche.“ In einer Gegenüberstellung zur Rede zeigt sich, dass die literarische Sprache sich nicht von der Rede unterscheidet und durch deren syntagmatischen Strukturcharakter geprägt ist, während die Schreibweise Kennzeichen des Paradigmas, der nichtlinearen Einheit aufweist.

## Ausgaben
- Le Degré zéro de l’écriture, Seuil, Paris, 1953.
- Am Nullpunkt der Literatur, Claassen, Hamburg, 1959.
- Am Nullpunkt der Literatur / Literatur oder Geschichte / Kritik und Wahrheit, Suhrkamp, Frankfurt/M. 2006, ISBN 3-518-12471-4